# Tarvisio
Tarvisio (friülà i alemany Tarvis, eslovè Trbiž) és un municipi italià, dins de la província d'Udine, dins la vall poliglota de Val Canale. Fins al 1918 va pertànyer a l'Imperi Austro-Hongerès en el qual passà a Itàlia., Estava poblat principalment per gent de parla alemanya i eslovena. L'any 2007 tenia 4.962 habitants. Limita amb els municipis d'Arnoldstein (Àustria), Chiusaforte, Hohenthurn (Àustria), Kranjska Gora (Eslovènia), Malborghetto Valbruna i Bovec (Eslovènia).

## Fraccions
- Camporosso in Valcanale (Cjamparos, Žabnice, Saifnitz)
- Cave del Predil (Rabil/Predil, Rabelj, Raibl) m 900
- Coccau (Cocau, Kokova, Goggau) m 672
- Fusine in Valromana (Fusinis, Fužine/Bela Peč, Weißenfels) m 773.
- Monte Lussari (Mont Sante di Lussàri, Višárje, Luschari)
- Muda (Mude, Múta, Mauth)
- Plezzut (Pleçùt, Flíčl, Flitschl) m 813
- Poscolle (Puscuèl, Zágradec, Hinterschloss)
- Rutte (Rute, Trbiške rute, Greuth) m 830
- Sant'Antonio (Sant Antòni, Sankt Anton)

## Administració
| Període | Identitat         | Partit       |
| ------- | ----------------- | ------------ |
| 2004-   | Renato Carlantoni | Forza Italia |

## Galeria fotogràfica

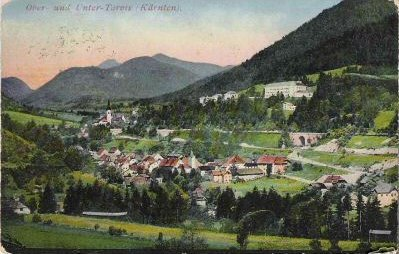
Postal del 1915
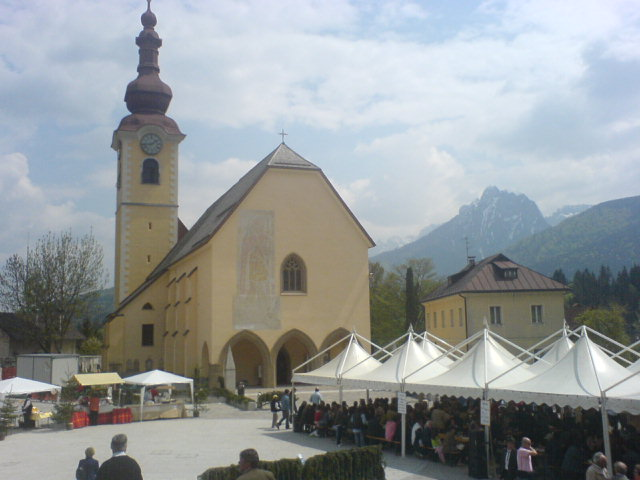
La parròquia de Tarvisio
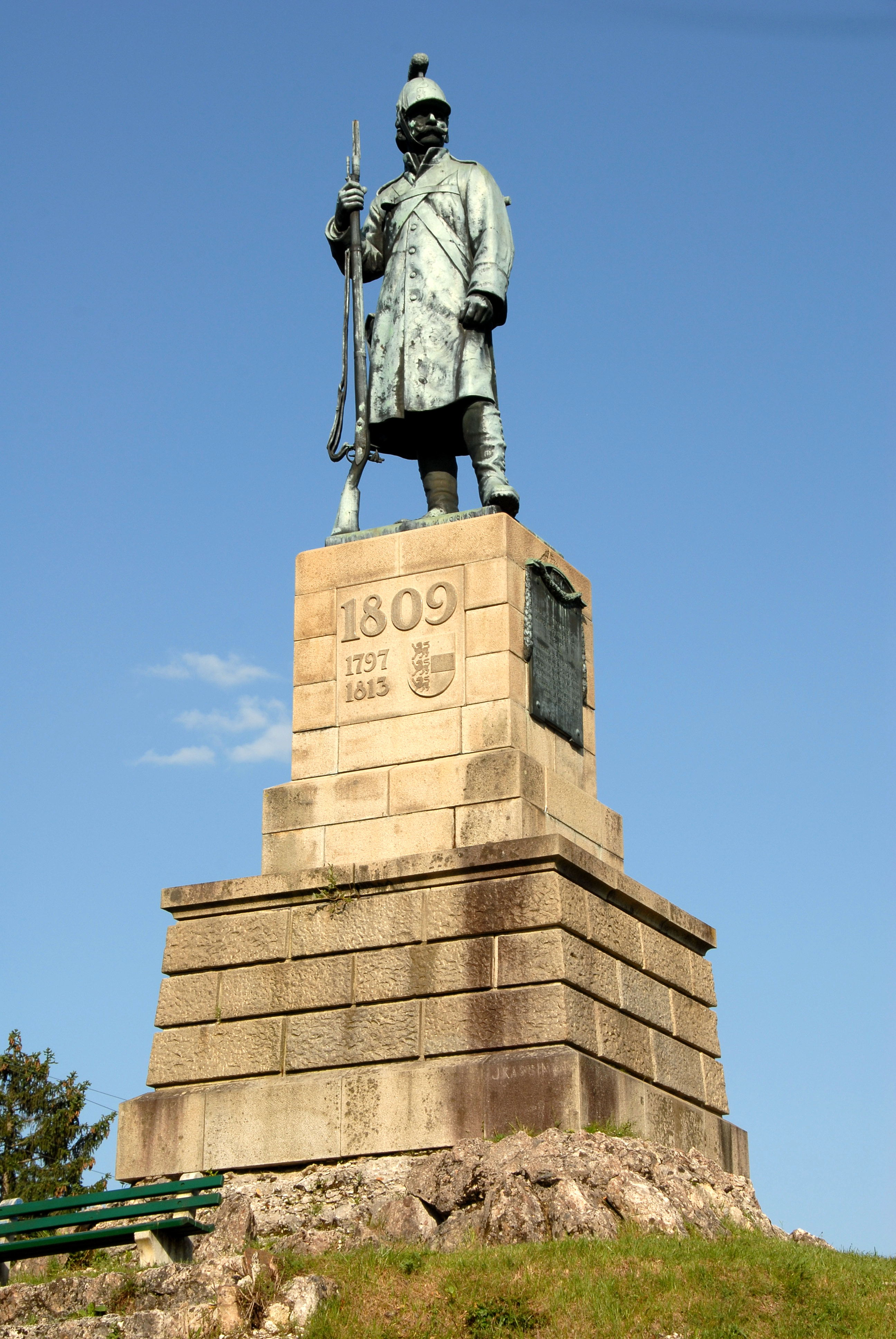
El monument al granader austríac

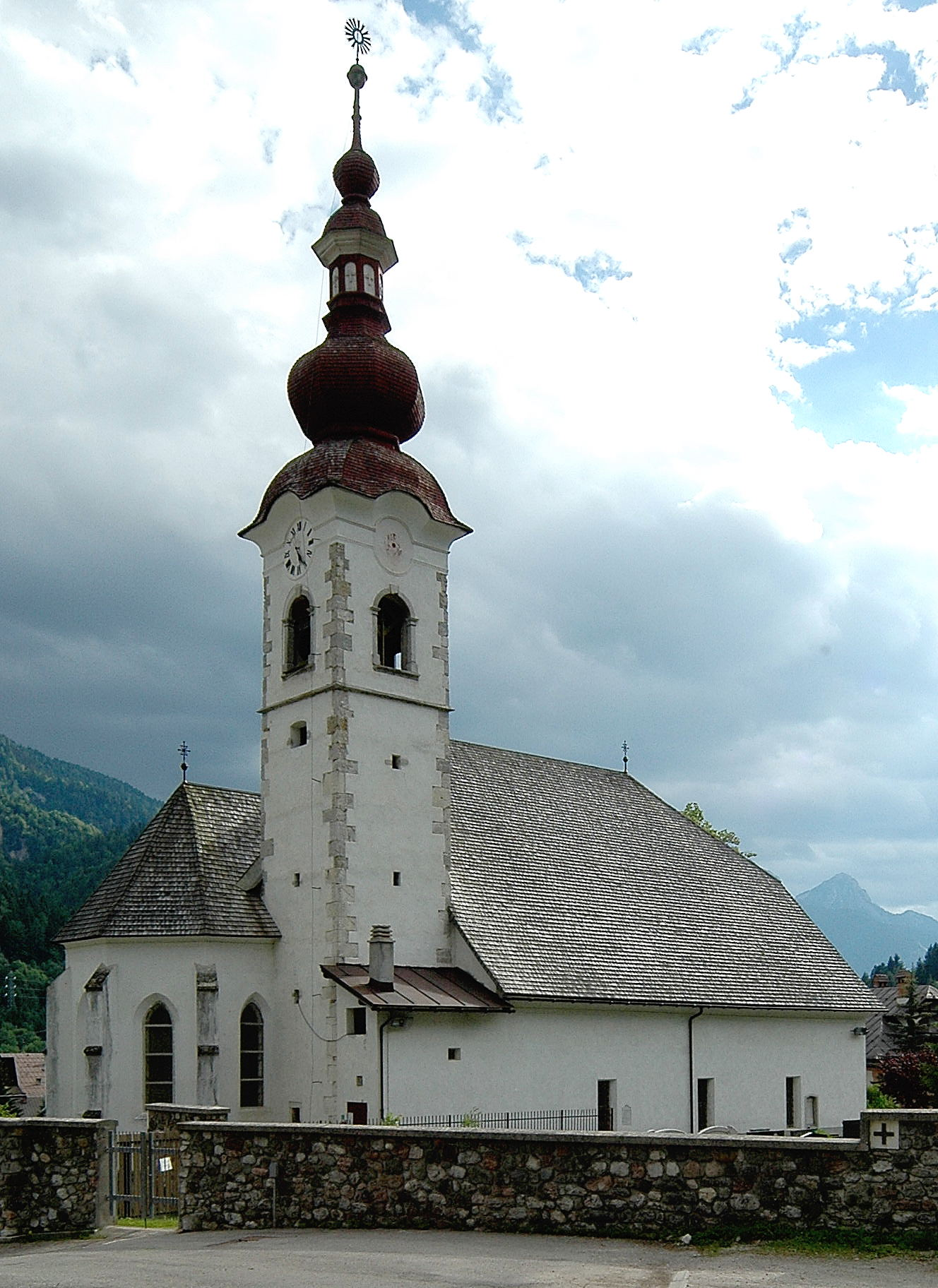
Església de Camporosso
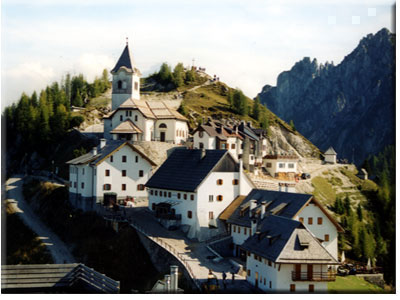
Monte Lussari

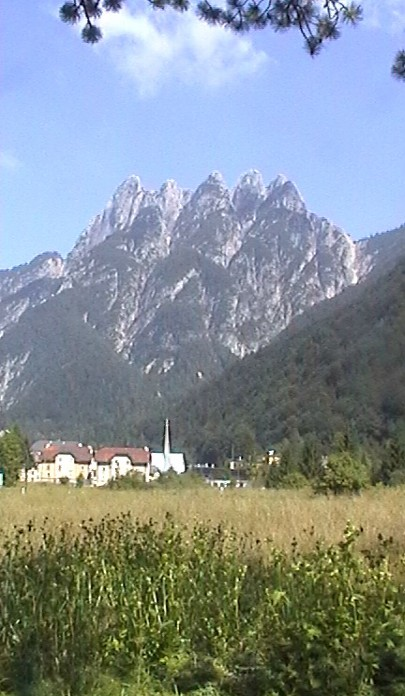
Les cinc puntes el 2005
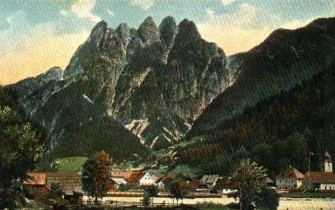
Les cinc puntes el 1915
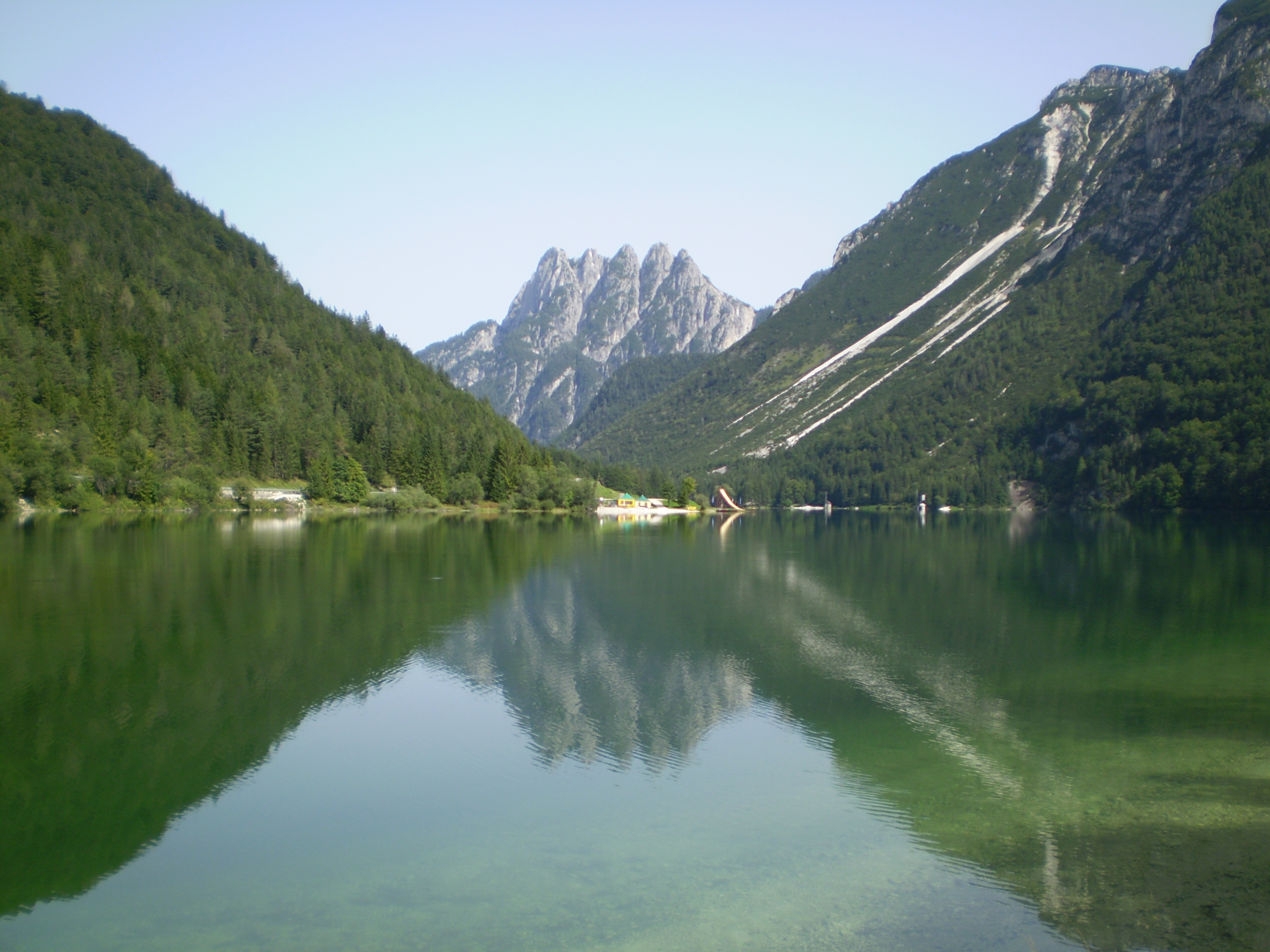
El llac del Predil i les Cinc Puntes
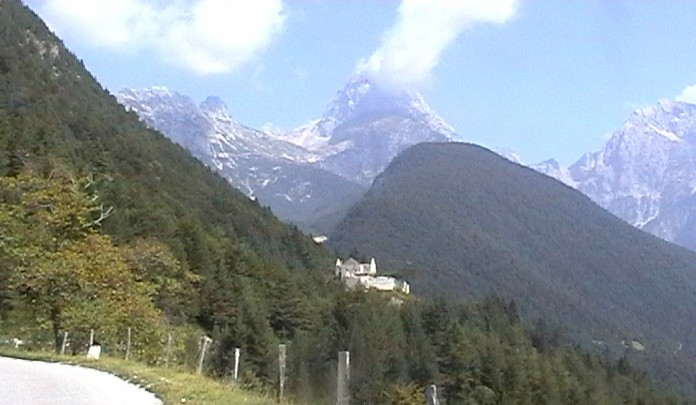
El pas del Predil
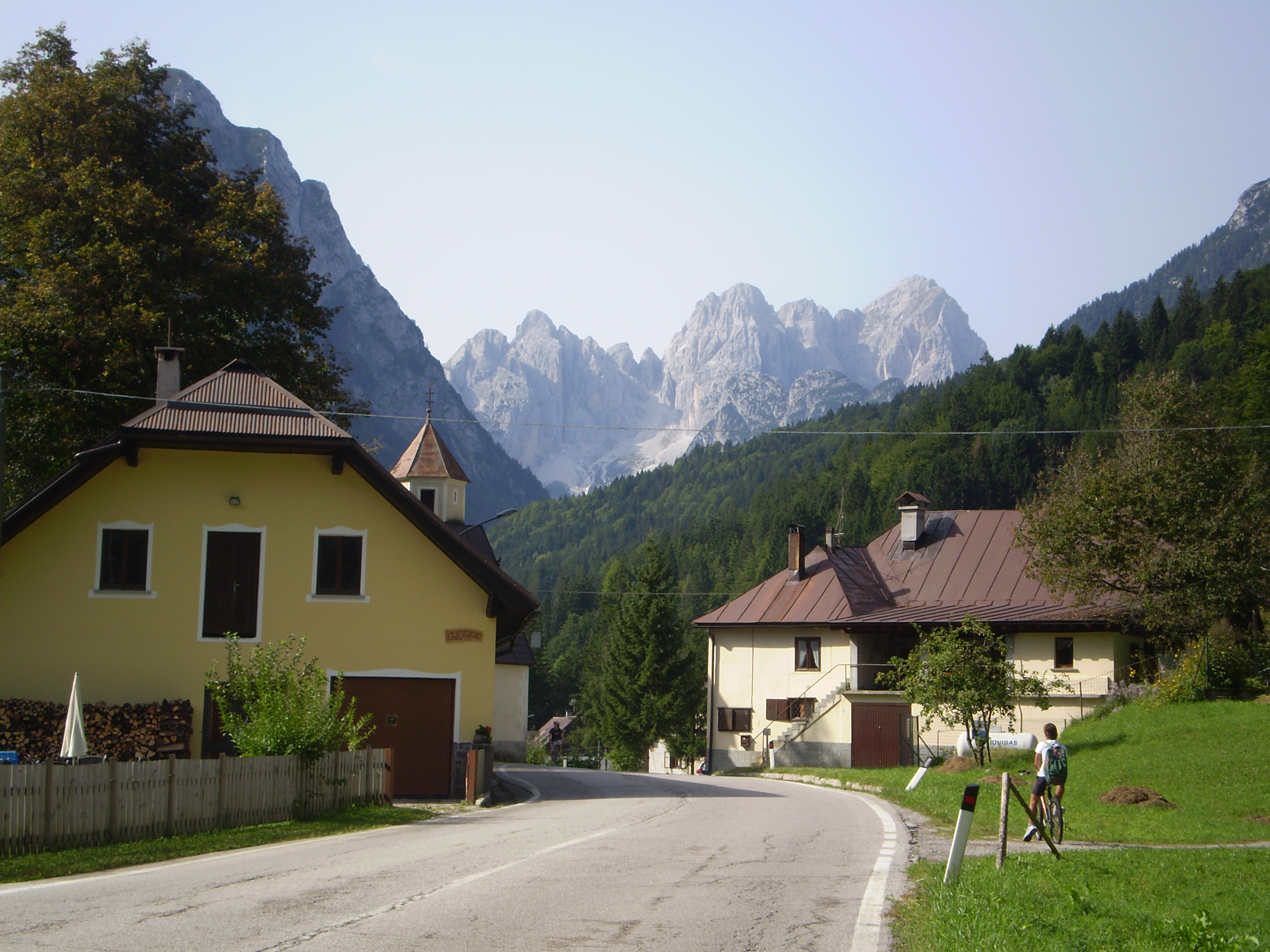
Plezzut